# Billings (Missouri)
Billings – miasto w Stanach Zjednoczonych, w stanie Missouri, w hrabstwie Christian.